# فرودگاه سائو لیکس دو خینگو
فرودگاه سائو لیکس دو خینگو (به انگلیسی: São Félix do Xingu Airport) (به زبان بومی: Aeroporto de São Félix do Xingu) یک فرودگاه همگانی مسافربری با کد یاتا SXX است که یک باند فرود آسفالت دارد و طول باند آن ۱۶۰۰ متر است. این فرودگاه در کشور برزیل قرار دارد و در ارتفاع ۲۰۰ متری از سطح دریا واقع شده است.